# Per Eklund
Per Eklund (Skönnerud, 21. lipnja 1946.) je švedski reli-vozač.
Nastupio je na 83 relija Svjetskog prvenstva u reliju. U tom natjecanju je 13 puta bio na podiju, te zabilježio jednu pobjedu, sezone 1976. na Švedskom Reliju. Eklund je od 1970. do 1979. bio tvornički vozač Saaba, da bi 1980. prešao u momčad Toyote. Najbolji ukupni plasman ostvario je sezone 1982. kada je završio peti.
Nakon što je završio karijeru u svjetskom prvenstvu u reliju, bio je uspješan u engl. rallycross-u (FIA Europski prvak 1999., doprvak 1998., 2002. i 2003., trećeplasirani 2000. i 2001.).